# Veronica venustula
Veronica venustula är en grobladsväxtart som beskrevs av John William Colenso. Veronica venustula ingår i släktet veronikor, och familjen grobladsväxter. Inga underarter finns listade i Catalogue of Life.